# Alexandresaurus camacan
Genre
Espèce
Alexandresaurus camacan, unique représentant du genre Alexandresaurus, est une espèce de sauriens de la famille des Gymnophthalmidae.

## Répartition
Cette espèce est endémique de l'État de Bahia au Brésil.

## Description
Alexandresaurus camacan mesure jusqu'à 70 mm, queue non comprise. C'est une espèce diurne ovipare dont les membres sont petits voire atrophiés.

## Étymologie
Le genre a été nommé en l'honneur du naturaliste brésilien Alexandre Rodrigues Ferreira (1756-1815). Le nom spécifique, camacan, a été choisi en hommage à des indiens autochtones disparus, les Camacans .

## Publication originale
- Rodrigues, Pellegrino, Dixo, Verdade, Pavan, Suzart Argôlo, & Sites, 2007 : A new genus of microteiid lizard from the Atlantic forests of State of Bahia, Brazil, with a new generic name for Colobosaura mentalis, and a discussion of relationships among the Heterodactylini (Squamata, Gymnophthalmidae). American Museum novitates, no 3565, p. 1-27 (texte intégral).